# Danny Thomas (aktor)
Danny Thomas (ur. 6 stycznia 1912 w  Deerfield, zm. 6 lutego 1991 w Memphis) – amerykański aktor, komik i producent filmowy.

## Filmografia
jako producent
seriale
- 1957: The Real McCoys
- 1965: That Girl
- 1968: The Mod Squad

film
- 1970: The Over-the-Hill Gang Rides Again
- 1974: Remember When
- 1979: Return of the Mod Squad

kariera aktorska
seriale
- 1953: Make Room for Daddy jako Danny Williams
- 1961: The DuPont Show of the Week jako on sam
- 1976: The Practice jako dr Jules Bedford
- 1988: Empty Nest jako dr Leo Brewster

film
- 1947: Taniec nieukończony jako pan Paneros
- 1951: Zobaczę Cię we śnie jako Gus Kahn
- 1978: Three on a Date jako mężczyzna na lotnisku
- 1988: Side by Side jako Charlie Warren

## Nagrody i nominacje
Został uhonorowany nagrodą Emmy i pięciokrotnie otrzymał nominację do nagrody Emmy. Posiada swoją gwiazdę na Hollywoodzkiej Alei Gwiazd.